# 菲利蒙科夫斯科耶区
菲利蒙科夫斯科耶区（俄語：Филимонковский район）是莫斯科新莫斯科行政区的一区，2024年5月8日由原先4个行政村的领土合并而来。菲拉托夫草地站位于该区内。